# Municipio de Jefferson (condado de Franklin)
El municipio de Jefferson (en inglés: Jefferson Township) es un municipio ubicado en el condado de Franklin en el estado estadounidense de Ohio. En el año 2010 tenía una población de 10972 habitantes y una densidad poblacional de 279,72 personas por km².

## Geografía
El municipio de Jefferson se encuentra ubicado en las coordenadas 40°1′24″N 82°48′00″O / 40.02333, -82.80000. Según la Oficina del Censo de los Estados Unidos, el municipio tiene una superficie total de 39.23 km², de la cual 38.6 km² corresponden a tierra firme y (1.6%) 0.63 km² es agua.

## Demografía
Según el censo de 2010, había 10972 personas residiendo en el municipio de Jefferson. La densidad de población era de 279,72 hab./km². De los 10972 habitantes, el municipio de Jefferson estaba compuesto por el 79.73% blancos, el 13.91% eran afroamericanos, el 0.23% eran amerindios, el 3.33% eran asiáticos, el 0.02% eran isleños del Pacífico, el 0.49% eran de otras razas y el 2.3% pertenecían a dos o más razas. Del total de la población el 2.26% eran hispanos o latinos de cualquier raza.